# Kontinentalkongress

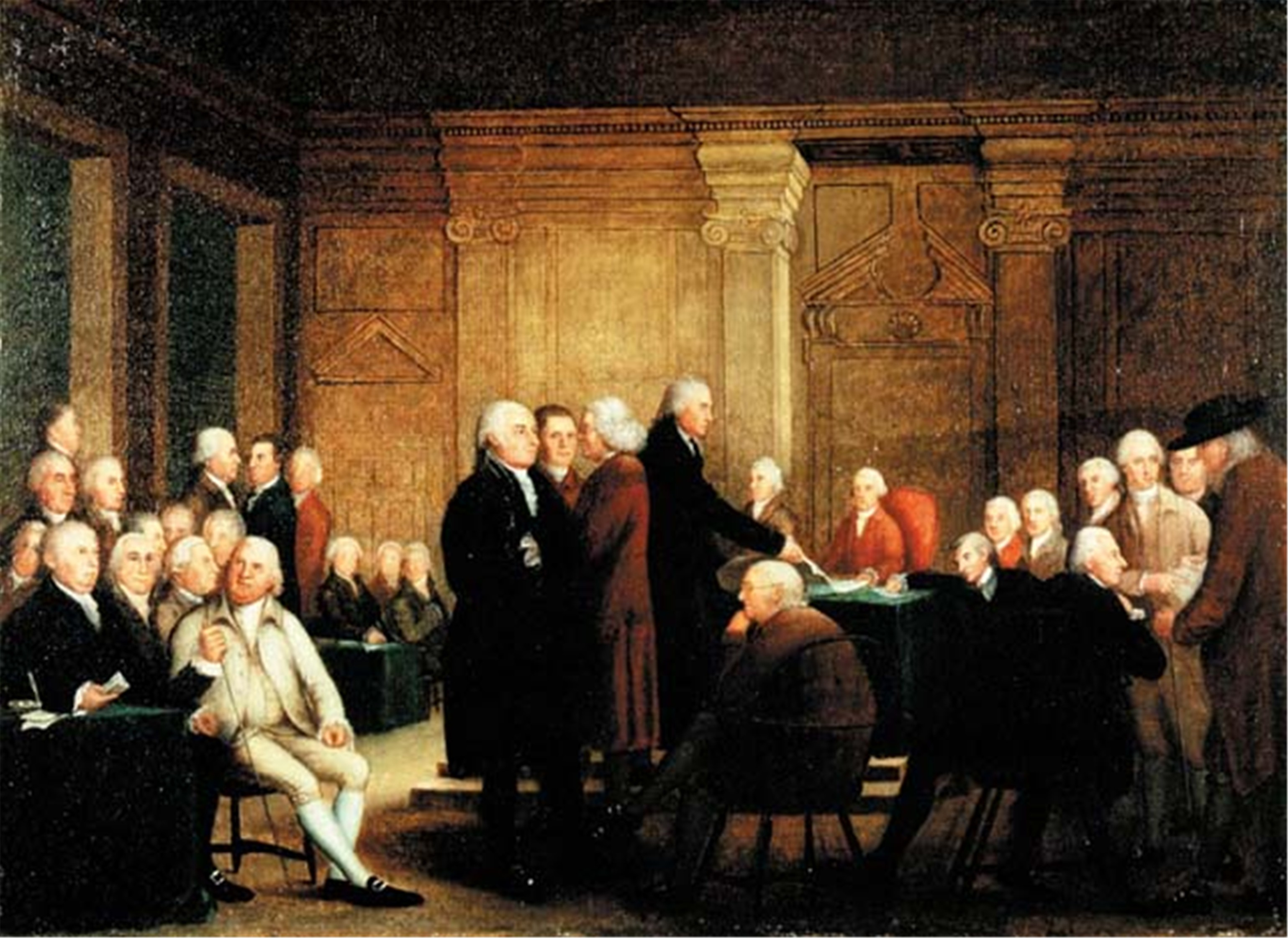
Der zweite Kontinentalkongress bei der Abstimmung über die Unabhängigkeit, Gemälde von Robert Edge Pine

Der Kontinentalkongress (englisch Continental Congress) bestand aus den Delegierten der 13 Kolonien Nordamerikas, die sich gegen Beschränkungen der Freiheit der amerikanischen Bürger wehrten. Da der Kongress zwischen 1774 und 1789 tagte, ging seine Gründung unmittelbar dem Unabhängigkeitskrieg voraus. Es gab zwei Kontinentalkongresse.

## Erster Kontinentalkongress
Der erste Kontinentalkongress tagte vom 5. September 1774 bis zum 26. Oktober 1774 in Philadelphia, Pennsylvania. Beschlossen wurden Maßnahmen gegen das Einquartierungsgesetz und es wurden Briefe direkt an  George III. verfasst, die das britische Parlament umgehen sollten. Die wichtigsten Themen dieses Kongresses waren eine Solidaritätserklärung aller Kolonien und die Verhängung einer einjährigen Export- und Importsperre gegenüber Großbritannien. Wichtiger Berater war der spätere zweite Präsident der Vereinigten Staaten, John Adams; Vertreter Virginias war George Washington.

## Zweiter Kontinentalkongress
Der zweite Kontinentalkongress bestand vom 10. Mai 1775 bis zum 2. März 1789. Er tagte an wechselnden Orten. Ab 1775 bereitete der Kongress die amerikanische Revolution gegen Großbritannien vor. Man schuf eine Kontinentalarmee, Marine und eine eigene Währung, den Kontinental-Dollar.
Am 4. Juli 1776 wurde die von Thomas Jefferson verfasste Unabhängigkeitserklärung vorgelegt. Erster Unterzeichner war John Hancock, Präsident des Kontinentalkongresses.

### Konföderationskongress
Nach der Ratifikation der Konföderationsartikel am 1. März 1781 lautete die Bezeichnung des Kongresses bis zum 2. März 1789 auch Konföderationskongress (Congress of the Confederation, formell auch United States in Congress Assembled). Der Nachfolger des Zweiten Kontinentalkongresses, der 1. Kongress der Vereinigten Staaten, tagte zwischen dem 4. März 1789 und dem 3. März 1791. Er trat bis zum 12. August 1790 in der Federal Hall in New York City und ab dem 6. Dezember 1790 in der Independence Hall in Philadelphia zusammen.

### Liste der Sitzungen
| Datum                                | Ort                        |
| ------------------------------------ | -------------------------- |
| 10. Mai 1775 – 12. Dezember 1776     | Philadelphia, Pennsylvania |
| 20. Dezember 1776 – 4. März 1777     | Baltimore, Maryland        |
| 5. März 1777 – 18. September 1777    | Philadelphia, Pennsylvania |
| 27. September 1777 (nur ein Tag)     | Lancaster, Pennsylvania    |
| 30. September 1777 – 27. Juni 1778   | York, Pennsylvania         |
| 2. Juli 1778 – 21. Juni 1783         | Philadelphia, Pennsylvania |
| 30. Juni 1783 – 4. November 1783     | Princeton, New Jersey      |
| 26. November 1783 – 13. August 1784  | Annapolis, Maryland        |
| 1. November 1784 – 24. Dezember 1784 | Trenton, New Jersey        |
| 11. Januar 1785 – 4. November 1785   | New York City, New York    |
| 7. November 1785 – 3. November 1786  | New York City, New York    |
| 6. November 1786 – 30. Oktober 1787  | New York City, New York    |
| 5. November 1787 – 21. Oktober 1788  | New York City, New York    |
| 3. November 1788 – 2. März 1789      | New York City, New York    |

## Liste der Präsidenten
| Name              | Staat/Kolonie  | Alter | Beginn             | Ende               |
| ----------------- | -------------- | ----- | ------------------ | ------------------ |
| Peyton Randolph   | Virginia       | 53    | 5. September 1774  | 22. Oktober 1774   |
| Henry Middleton   | South Carolina | 57    | 22. Oktober 1774   | 26. Oktober 1774   |
| Peyton Randolph   | Virginia       | 54    | 10. Mai 1775       | 24. Mai 1775       |
| John Hancock      | Massachusetts  | 38    | 24. Mai 1775       | 29. Oktober 1777   |
| Henry Laurens     | South Carolina | 53    | 1. November 1777   | 9. Dezember 1778   |
| John Jay          | New York       | 32    | 10. Dezember 1778  | 28. September 1779 |
| Samuel Huntington | Connecticut    | 48    | 28. September 1779 | 10. Juli 1781      |
| Thomas McKean     | Delaware       | 47    | 10. Juli 1781      | 5. November 1781   |
| John Hanson       | Maryland       | 66    | 5. November 1781   | 4. November 1782   |
| Elias Boudinot    | New Jersey     | 42    | 4. November 1782   | 3. November 1783   |
| Thomas Mifflin    | Pennsylvania   | 39    | 3. November 1783   | 3. Juni 1784       |
| Richard Henry Lee | Virginia       | 52    | 30. November 1784  | 4. November 1785   |
| John Hancock      | Massachusetts  | 48    | 23. November 1785  | 5. Juni 1786       |
| Nathaniel Gorham  | Massachusetts  | 48    | 6. Juni 1786       | 3. November 1786   |
| Arthur St. Clair  | Pennsylvania   | 52    | 2. Februar 1787    | 4. November 1787   |
| Cyrus Griffin     | Virginia       | 39    | 22. Januar 1788    | 15. November 1788  |